# Vorwahlen zur Präsidentschaftswahl in Uruguay 2004
Die Vorwahlen zur Präsidentschaftswahl in Uruguay 2004 wurden von den Parteien in Uruguay durchgeführt, um landesweite Kandidaten für die Präsidentschaftswahl in Uruguay 2004 zu bestimmen.
Sie fanden am Sonntag, dem 27. Juni 2004 statt. Bei jeder Partei handelte es sich um landesweite Wahlen, bei denen Delegierte gewählt wurden, die dann über den Kandidaten an einem nationalen Parteitag entscheidet haben.
Diese Vorwahlen waren auch für die Kandidaten für die Kommunalwahlen 2005 entscheidend.

## Kandidaten

### Frente Amplio
- Tabaré Vázquez

### Partido Nacional
- Jorge Larrañaga (Sieger)
- Luis Alberto Lacalle
- Cristina Maeso

### Partido Colorado
- Guillermo Stirling (Sieger)
- Alberto Iglesias
- Manuel Flores Silva
- Ricardo Lombardo
- Ope Pasquet

### Partido Independiente
- Pablo Mieres

### Partido Intransigente
- Víctor Lissidini

### Unión Cívica
- Aldo Lamorte

### Partido Liberal
- Julio Vera (Sieger)
- Ramón Díaz
- José Curotto

### Partido de los Trabajadores
- Rafael Fernández Rodríguez

### Partido GAC Alternativa de Cambio
- Armando Val

### Partido Humanista
- Walter Daniel Rocca